# Pomnik Żołnierzy Wyklętych w Toruniu
Pomnik Żołnierzy Wyklętych w Toruniu – pomnik upamiętniający antykomunistyczny, niepodległościowy ruch partyzancki, walczący przeciwko sowietyzacji Polski i podporządkowaniu jej Związkowi Radzieckiemu. Znajduje się przy alei Solidarności w Toruniu.
Inicjatorem budowy pomnika był historyk Wojciech Polak. Wsparcie przy pracach zapewnili również prezydent Torunia Michał Zaleski oraz poseł Zbigniew Girzyński. Pomnik odsłonięto 10 maja 2014 roku. Jego projektantem jest Tadeusz Antoni Wojtasik. Podczas uroczystego odsłonięcia pomnika byli obecni m.in.: Michał Zaleski, Tadeusz Płużański (syn Tadeusza Płużańskiego, więźnia obozu w Stutthofie i bliskiego współpracownika rotmistrza Witolda Pileckiego), prezes Instytutu Pamięci Narodowej Łukasz Kamiński, Wojciech Polak.
Charakterystycznym elementem pomnika są umieszczone po bokach skrzydła husarskie. Zdaniem autora, elementy husarskie symbolizują drapieżność żołnierzy wyklętych, którzy po latach odnieśli zwycięstwo. Forma pomniku wzbudza kontrowersje. Krytykowana jest nieczytelna symbolika pomnika, jej forma oraz jej położenie przy alei Solidarności.